# Gržini
Gržini (olaszul: Grizzini) falu Horvátországban, Isztria megyében. Közigazgatásilag Žminjhez tartozik.

## Fekvése
Az Isztria középső részén, Labintól 15 km-re nyugatra, községközpontjától 5 km-re délkeletre fekszik. A táj rendkívül változatos, legelők, rétek, kertek, szántók és erdők váltják egymást. A falun kerékpárút halad át.

## Története
1880-ban 134, 1910-ben 192 lakosa volt. Az első világháború után a rapallói szerződés értelmében Isztria az Olasz Királysághoz került. Az 1943-as olasz kapituláció után szabadult meg az olasz uralomtól. A második világháború után Jugoszlávia, majd Jugoszlávia felbomlása után 1991-ben a független Horvátország része lett. Žminj község 1993-ban alakult meg. 2011-ben a falunak 136 lakosa volt. Lakói főként mezőgazdasággal, erdei munkákkal, kisállat tenyésztéssel és az utóbbi időben egyre inkább falusi turizmussal foglalkoznak.

## Lakosság
| Lakosság változása | Lakosság változása | Lakosság változása | Lakosság változása | Lakosság változása | Lakosság változása | Lakosság változása | Lakosság változása | Lakosság változása | Lakosság változása | Lakosság változása | Lakosság változása | Lakosság változása | Lakosság változása | Lakosság változása | Lakosság változása |
| ------------------ | ------------------ | ------------------ | ------------------ | ------------------ | ------------------ | ------------------ | ------------------ | ------------------ | ------------------ | ------------------ | ------------------ | ------------------ | ------------------ | ------------------ | ------------------ |
| 1857               | 1869               | 1880               | 1890               | 1900               | 1910               | 1921               | 1931               | 1948               | 1953               | 1961               | 1971               | 1981               | 1991               | 2001               | 2011               |
| 0                  | 0                  | 134                | 154                | 159                | 192                | 0                  | 0                  | 193                | 175                | 163                | 174                | 149                | 154                | 147                | 136                |

## Nevezetességei
A Stari Gočan (Galzana, Golzana, Golčan, Gradina) régészeti lelőhely Barban és Žminj községek közötti határon, egy dombon található. Itt egy ellipszis alakú ókori erőd maradványai találhatók, nagy kőtömbökből épített védőfallal. Az erődítmény építése a  4. században kezdődött. Falakkal és négyszögletes tornyokkal ellátott erődítmény volt, a központjában egy nagyobb szabadon álló torony állt. A falakon kívül két szakrális épületet tártak fel, amelyek román stílusú, a hátsó falsíkból kiugró, félköríves apszissal készültek. A megtalált régészeti anyagok száma és jellege a helyszín jelentőségéről tanúskodik, mert fontos támpont a túlnyomórészt szláv lakosságú középkori település életének tanulmányozásában.